# Birmingham (Michigan)
Birmingham is een plaats (city) in de Amerikaanse staat Michigan, en valt bestuurlijk gezien onder Oakland County.

## Demografie
Bij de volkstelling in 2000 werd het aantal inwoners vastgesteld op 19.291.
In 2006 is het aantal inwoners door het United States Census Bureau geschat op 19.185, een daling van 106 (-0,5%).

## Geografie
Volgens het United States Census Bureau beslaat de plaats een oppervlakte van
12,4 km², geheel bestaande uit land. Birmingham ligt op ongeveer 202 m boven zeeniveau.

## Geboren
- Hilary Thompson (1949), actrice
- Christine Lahti (1950), actrice en filmregisseuse
- Sheila Young (1950), langebaanschaatsster en wielrenner
- David Spade (1964), acteur, komiek en producent
- Alexi Lalas (1970), voetballer
- John Paesano (1977), filmcomponist
- Shane Battier (1978), basketballer

## Plaatsen in de nabije omgeving
De onderstaande figuur toont nabijgelegen plaatsen in een straal van 8 km rond Birmingham.